# Cytinus visseri
Cytinus visseri là một loài thực vật có hoa trong họ Cytinaceae. Loài này được Burgoyne mô tả khoa học đầu tiên năm 2006.